# Creepy número 97
El número 97 de Creepy, en su versión estadounidense, se publicó en mayo de 1978, con el siguiente contenido:
- Portada de Frank Frazetta, reimpresión de un número anterior.
- Momma Is A Vampire, 8 p. de Nicola Cuti/Leopoldo Duranona.
- En "El licántropo de cera" ("The Wax Werewolf"), 8 p. de Bob Toomey (guion) y José Ortiz (dibujo), un hombre-lobo acaba con la vida de un granjero y el sheriff Boisie Lecter, ante la ausencia de pistas, recurre a la hechicera local para cazarlo. La anciana le proporciona un fetiche realizado con cera y unos pelos de la bestia en el que habrá de clavar un cuchillo de plata, además de enseñarle un cántico para atraerla.
- Black Death, 10 p. de Bruce Jones/Leopold Sanchez.
- Snaegl or How I Conquered The Snail That Ate Tokyo, 8 p. de Nicola Cuti/Martin Salvador.
- Dragon Lady, 8 p. de Bill DuBay/Esteban Maroto.
- "Hermanas" ("Sisters"), 8 p. con guion de Bill DuBay y dibujos de Álex Niño, establece un parelismo entre las vidas de una niña y una extraterrestre también de corta edad, ambas atormentadas por sueños en los que aparece el mundo de la otra. Este paralelismo se refleja en la propia estructura de la historieta, ya que se reserva la tira superior para relatar los sucesos de la humana, y la tira inferior, para la extraterrestre.